# Sargocentron ensifer
Sargocentron ensifer är en fiskart som först beskrevs av Jordan och Evermann, 1903.  Sargocentron ensifer ingår i släktet Sargocentron och familjen Holocentridae. Inga underarter finns listade i Catalogue of Life.